# Spitfire (film, 1942)
Pour plus de détails, voir Fiche technique et Distribution.
Spitfire (The First of the Few) est un film britannique réalisé par Leslie Howard, sorti en 1942.

## Synopsis
Biographie de Reginald Mitchell, le concepteur du Spitfire.

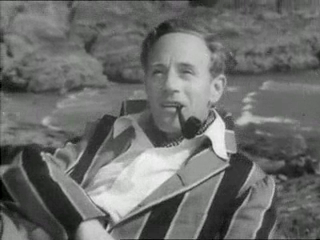
Leslie Howard

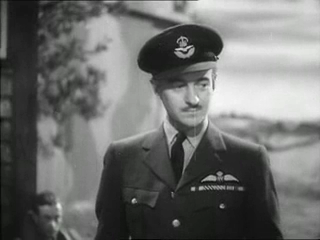
David Niven

## Fiche technique
- Titre original : The First of the Few
- Titre français : Spitfire
- Titre américain : Spitfire
- Réalisation : Leslie Howard, assisté de George Pollock
- Scénario : Miles Malleson, Anatole de Grunwald
- Direction artistique : Paul Sheriff
- Photographie : Georges Périnal
- Son : John Dennis
- Montage : Douglas Myers
- Musique : William Walton
- Production : Leslie Howard, George King, John Stafford
- Société de production : British Aviation Pictures, Misbourne Film Company
- Société de distribution :  General Film Distributors ;  RKO Radio Pictures
- Pays d'origine :  Royaume-Uni
- Langue originale : anglais
- Format : noir et blanc — 35 mm — 1,37:1 — son Mono (Western Electric Mirrophonic Recording)
- Genre : Film biographique
- Durée : 118 minutes (90 minutes aux États-Unis)
- Dates de sortie :
  -  Royaume-Uni : 14 septembre 1942
  -  États-Unis : 12 juin 1943
  -  France : 6 décembre 1946
- Licence : Domaine public

## Distribution
- Leslie Howard : R.J. Mitchell
- David Niven : Geoffrey Crisp
- Rosamund John (en) : Diana Mitchell
- Roland Culver : Commandeur Bride
- Anne Firth : Anne Harper
- David Horne : Higgins
- J.H. Roberts : Sir Robert McLean (en)
- Derrick De Marney : Chef d'escadrille Jefferson
- Rosalyn Boulter (en) : Mabel Lovesay
- Herbert Cameron : MacPherson
- Toni Edgar-Bruce (en) : Lady Lucy Houston (en)
- Gordon McLeod : Major Buchan
- George Skillan (en) : Henri Royce
- Erik Freund : Willy Messerschmitt
- Fritz Wendhausen : Von Straben
- John Chandos : Krantz
- Victor Beaumont (en) : Von Crantz
- Suzanne Clair : Madeleine
- Filippo Del Giudice : Bertorelli

## Autour du film
- Le titre anglais du film The First of the Few fait référence à la célèbre phrase de Winston Churchill : « Jamais tant de gens n'ont dû autant à si peu » (Never was so much owed by so many to so few)